# Skänninge distrikt
Skänninge distrikt är ett distrikt i Mjölby kommun och Östergötlands län. 
Distriktet ligger i centrala Skänninge. 

## Tidigare administrativ tillhörighet
Distriktet inrättades 2016 och utgörs av en del av området som Skänninge stad omfattade till 1971, delen som staden utgjorde före 1952.
Området motsvarar den omfattning Skänninge församling hade 1999/2000.